# Semaine de la Critique
A Semana Internacional da Crítica (em francês:  Semaine de la Critique) é uma mostra paralela que integra a programação oficial do Festival de Cannes. Foi fundada em 1962 e é organizada pelo Sindicato Francês de Críticos de Cinema. Foi criada após a exibição do filme The Connection dirigida por Shirley Clarke, que foi organizado pelo Sindicato Francês de Críticos de Cinema para o Festival de Cannes de 1961. As outra mostras paralelas do Festival de Cannes são a Quinzena dos Realizadores e a ACID.

## História
É a sessão paralela mais antiga do Festival de Cannes. Exibe o primeiro e o segundo longa-metragens de diretores de todo o mundo e se mantém fiel à sua tradição de descoberta de novos talentos. A Semaine de la Critique foi responsável pela descoberta e estreia de projetos de cineastas como Bernardo Bertolucci, Philip Kaufman, Ken Loach, Tony Scott, Agnieszka Holland, Leos Carax, Wong Kar-Wai, Guillermo del Toro, Jacques Audiard, Arnaud Desplechin, Gaspar Noé, François Ozon, Andrea Arnold e Alejandro González Iñárritu.
A Semana Internacional da Crítica apresenta uma programação muito seletiva de apenas sete longas e sete curtas-metragens em Cannes para que os filmes tenham maior visibilidade. O Grande Prémio da Semana da Crítica (Prémio Nespresso) é atribuído pela imprensa (jornalistas e críticos de cinema são convidados a votar após cada exibição da Seleção). Os longas-metragens também concorrem ao Prêmio SACD de melhor roteiro e ao Prêmio ACID que auxilia na distribuição do filme. Em 2012, o France 4 Visionary Award (Prix Revelation) foi lançado para refletir "a paixão do cinéfilo por jovens talentos" na indústria cinematográfica. Os curtas-metragens podem receber o Prêmio Canal + de melhor curta-metragem e o Prêmio Kodak Discovery. Os primeiros longas-metragens também concorrem para a Caméra d'Or.